# توکهور
توکهور، روستایی در دهستان توکهور بخش توکهور شهرستان میناب در استان هرمزگان ایران است. این روستا، مرکز دهستان توکهور است.

## ۶۵۰۰جمعیت
بر پایه سرشماری عمومی نفوس و مسکن در سال ۱۳۹۵، جمعیت این روستا برابر با ۱٬۹۶۷' نفر (۱۳۷۵ خانوار) بوده‌است.